# Alexander Henderson of Press
Pour les articles homonymes, voir Alexander Henderson et Henderson.

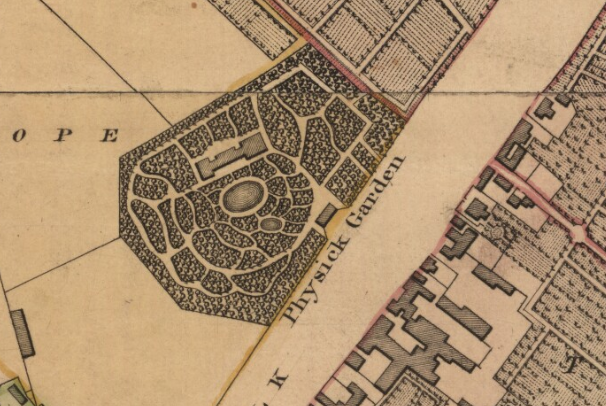
Maison dans le Physic Garden sur Leith Walk - détail de la carte de John Ainslie 1804.

Alexander Henderson of Press (vers 1770—1826) est un pépiniériste et marchand de semences écossais. Il fut le premier président de la Banque nationale d'Écosse et Lord Provost d'Édimbourg de 1823 à 1825.

## Biographie
Il était issu d'une famille aisée qui possédait Press Castle, un domaine de 650 acres près de Coldingham, qui existe toujours ; il s'agit maintenant d'un bâtiment classé. Il a dirigé un magasin de semences, Eagle & Henderson, sur le Royal Mile à partir de 1800. En 1823, il remplaça William Arbuthnot comme Lord Provost d'Édimbourg. En 1825, il cofonde la Banque nationale d'Écosse et il acquit l'hôtel Dumbreck sur St Andrews Square pour y établir sa nouvelle banque,. Il mourut le 3 mars 1826  d'une grave maladie d'estomac alors qu'il était maître de la Compagnie des marchands d'Édimbourg.

### Famille
Il est le grand-père du photographe de paysage canadien d'origine écossaise Alexander Henderson (né en 1831) auquel une exposition est consacrée jusqu'au 16 avril 2023  au musée McCord Stewart de Montréal.